# Gewog di Karmaling
Il gewog di Karmaling è uno dei quattordici raggruppamenti di villaggi del distretto di Dagana, nella regione Centrale, in Bhutan.